# تپه ملاموسی
تپه ملاموسی در شهرستان گنبد کاووس، بخش داشلی‌برون، روستای هوتن واقع شده و این اثر در تاریخ ۱۰ خرداد ۱۳۸۲ با شمارهٔ ثبت ۸۸۴۴ به‌عنوان یکی از آثار ملی ایران به ثبت رسیده است.